# Nereis gayi
Nereis gayi är en ringmaskart som beskrevs av Blanchard in Gay 1849. Nereis gayi ingår i släktet Nereis och familjen Nereididae. Inga underarter finns listade i Catalogue of Life.